# Волотова, Виктория Юрьевна
Сафронова (Волотова) Виктория Юрьевна (род. 8 июля 1972, Дзержинский, Московская область) — российская самбистка и дзюдоистка, чемпионка и призёр чемпионатов России по самбо и дзюдо, чемпионка Европы по самбо, мастер спорта России международного класса по дзюдо (2001), Заслуженный мастер спорта России по самбо (1997), тренер. Член сборных команд СССР и России в 1989—2002 годах. Окончила Российскую государственную академию физической культуры. В 1991 году стала заместителем директора по воспитательной работе и тренером-преподавателам СДЮСШОР «Союз» в городе Дзержинский.

## Выступления на чемпионатах России
- Чемпионат России по дзюдо 1993 года — ;
- Чемпионат России по дзюдо 1994 года — ;
- Чемпионат России по дзюдо 1997 года — ;
- Чемпионат России по дзюдо 1999 года — ;
- Чемпионат России по дзюдо 2000 года — ;